# Атмосфера
Атмосфера је гасни омотач око небеских тела. Нека небеска тела немају атмосферу. Већина планета има неки облик атмосфере, а ређе плиновити омотач могу имати и неки месеци попут Титана који кружи око Сатурна. Атмосфера није статички систем око небеских тела, већ се мења у времену (посматрано на скали геолошких раздобља попут еона и ера). На пример, атмосфера Земље у њених првих 500 милиона година значајно се разликовала од данашње, с доминацијом отровних сумпорних и азотових спојева. Такође, сматра се да је Марс у првих неколико стотина милиона година своје геолошке историје имао знатно гушћу атмосферу неголи је то данас случај, но због мале масе планета, деловања Сунчева ветра и хладноће већи део је однесен у међупланетарни простор или је замрзнут.
Земаљска атмосфера се састоји од пет слојева: тропосфера, стратосфера, мезосфера, термосфера и егзосфера.